# Bazar (województwo lubelskie)
Bazar – wieś w Polsce, położona w województwie lubelskim, w powiecie świdnickim, w gminie Rybczewice. Leży przy drodze wojewódzkiej nr 837.
Do 1975 r. wieś należała do powiatu krasnostawskiego. W latach 1975–1998 wieś należała administracyjnie do starego województwa lubelskiego.
Wieś jest sołectwem w gminie Rybczewice. Według Narodowego Spisu Powszechnego z roku 2011 wieś liczyła  mieszkańców.
Potoczna nazwa wsi: „Bazarek”, dawniej też „Mieścina” – wymawiane „Miścina”.

## Części wsi
| SIMC    | Nazwa      | Rodzaj    |
| ------- | ---------- | --------- |
| 0390231 | Chodyłówka | kolonia   |
| 0390225 | Popów      | część wsi |

## Historia
Wieś osadzona z woli  Jana III Sobieskiego w XVII wieku z myślą o rodzinach zasłużonych żołnierzy poległych w bitwach. Osadnicy wsi byli wolni od pańszczyzny i mieli prawa równe prawom  mieszczan, nadane im przez króla.
Żołnierskie żony nazywano „bazarkami”  - w obozach żołnierskich zajmowały się handlem na bazarach. Stąd od nazwy tej „ukuta” została nazwa wsi.  